# Göteborgs botaniska trädgård

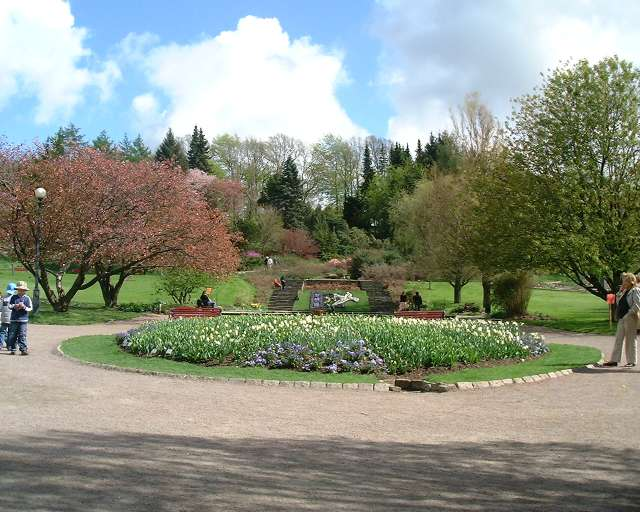
De toegang tot de botanische tuin

Göteborgs botaniska trädgård is de botanische tuin van Göteborg. Het is de grootste botanische tuin in Zweden en een van de belangrijkste tuinen in Europa. De botanische tuin is opgericht en ontworpen in opdracht van de gemeenteraad van Göteborg in de jaren 10 van de twintigste eeuw met een extra nadruk op tuinbouw en met een breed veld van werkzaamheid in de Zweedse gemeenschap. De eerste directeur was de befaamde botanicus en ontdekkingsreiziger van Antarctica Carl Skottsberg, die van 1919 tot 1949 in functie bleef. Lange tijd werd de botanische tuin beheerd door de gemeente Göteborg, maar heden ten dage is het een onderdeel van het grotere Västra Götalands län.
De botanische tuin beslaat in totaal 1,75 km², waarvan het grootste gedeelte wordt ingenomen door een natuurreservaat, waaronder een arboretum. De tuin in engere zin is circa 40 hectare groot. Er worden hier 16.000 verschillende plantensoorten gekweekt. De rotstuin is vermaard en heeft drie sterren gekregen van de Guide Michelin. Andere bijzondere delen van de tuin zijn de rododendron-vallei, de kruidentuin en de Japanse open plek in het bos.
De broeikassen bestaan uit elf publiek-toegankelijke afdelingen met een oppervlakte van circa 2000 m². Ongeveer 4000 verschillende exotische planten kunnen daar worden bezichtigd, waaronder zo’n 1500 orchideeën, planten die groeien in tufsteenformaties en de Toromiro (Sophora toromiro), een boom van Paaseiland, die in het wild is uitgestorven.
De botanische tuin is aangesloten bij Botanic Gardens Conservation International, een non-profitorganisatie die botanische tuinen samen wil brengen in een wereldwijd samenwerkend netwerk om te komen tot het behoud van de biodiversiteit van planten.